# Thorectes baraudi
Thorectes baraudi là một loài bọ cánh cứng trong họ Geotrupidae. Loài này được miêu tả khoa học năm 1981 bởi Lopez-Colon.